# 笹井宏之
笹井 宏之（ささい ひろゆき、1982年8月1日 - 2009年1月24日）は、日本の歌人。歌誌「未来」所属。本名、筒井宏之。実父の筒井孝司は碗琴奏者。

## 人物
佐賀県西松浦郡有田町出身。15歳の頃から身体表現性障害という難病で寝たきりになり日常生活もままならず、佐賀県立武雄高等学校を中退。2004年、インターネット上の短歌サイトや地元紙に作歌・投稿を始め、地元の佐賀新聞読者文芸で注目される。毎週木曜日に掲載される佐賀新聞の読者文芸には、「名前が載ると、じいちゃん、ばあちゃんがよろこんでくれるから」と「笹井宏之」ではなく「有田町 筒井宏之」の本名で毎週ほとんど欠かさず投稿していた。2005年に「数えてゆけば会えます」で第4回歌葉新人賞を受賞。2007年、未来短歌会入会、加藤治郎に師事。同年、未来賞受賞。
馬場あき子に「出色の才能」、高野公彦に「詩的な飛躍があって透明度が高い」ときわめて高い評価を受け、インターネット短歌界から生まれたほとんど最初の歌人として将来を嘱望されていたが、インフルエンザから来る心臓麻痺により26歳で夭折した。
2009年、日本出版クラブ会館にて「笹井宏之さんを偲ぶ会」が催された。岡井隆をはじめ多くの歌人が参加。岡井は「久しぶりに出てきた全方向性を持つ存在だった。普通の読者に声をかけられる一方で、前衛短歌を推進した我々のようなプロの歌人にも届く」と早すぎる死を嘆いた。
NHK「ハイビジョンふるさと発 あなたの歌に励まされ～歌人・筒井宏之 こころの交流～」「NHK短歌 つながる～若き歌人 魂の交流～」で特集されると、後に再放送されるほどの反響を呼んだ。
長崎県松浦市の中学校で女性教諭が第一歌集『ひとさらい』を道徳の授業に取り入れた（教材に用いて、子供たちの感想文をまとめていた）。かつて通院の帰途によく利用していた伊万里市民図書館では、2009年からイラスト付きの展示コーナーが設けられるなどして、読者が広がった。
2011年、笹井の短歌をモチーフにしたオーディオドラマ「些細なうた」（田坂哲郎作）がFMシアターで放送され、後には田坂主宰の劇団「非・売れ線系ビーナス」で舞台劇化される。
川上未映子も「こんなにも透明で、永遠かと思えるほどの停滞を軽々と飛び越えてしまうあざやかな言葉に生まれ変わって、それを体験したことがない他人をどうしてこんな気持ちにさせることができるのだろう」と評価している。
2019年、没後10年に合わせて笹井宏之賞が創設された。

## 著書

### 歌集
- 第一歌集『ひとさらい』（2008年・Book Park）／新版『ひとさらい』（2011年・書肆侃侃房）ISBN 978-4-86385-046-0
- 第二歌集『てんとろり』（2011年・書肆侃侃房）ISBN 978-4-86385-047-7
- 第三歌集『八月のフルート奏者』（2013年・書肆侃侃房）ISBN 978-486385-1184

### 作品集
- 作品集『えーえんとくちから』（2010年・パルコ出版）ISBN 9784891948405／文庫版『えーえんとくちから』（2019年・ちくま文庫）ISBN 9784480435750

### 寄稿
- 枡野浩一『ショートソング』（2006年・集英社文庫）ISBN 4087460975 - 小説。作中、登場人物の作として歌が引用される。
- 笹公人『笹公人の念力短歌トレーニング』（2008年・扶桑社）ISBN 4594056318 - 投稿作品。「雪の降るみなもに全砲身を向けしずかに錆びてゆくガンタンク」などを所収。

## テレビ
- 「NHK短歌 つながる〜若き歌人 魂の交流〜」 - NHKアーカイブス（2009年3月29日）
- 「ハイビジョンふるさと発 あなたの歌に励まされ〜歌人・筒井宏之 こころの交流〜」 - NHKアーカイブス（2009年8月8日）
- ザ・ライフ「いまも夢のまま　１５年目の笹井宏之」（2023年10月20日、NHK総合）[6]